# Techo de vinilo

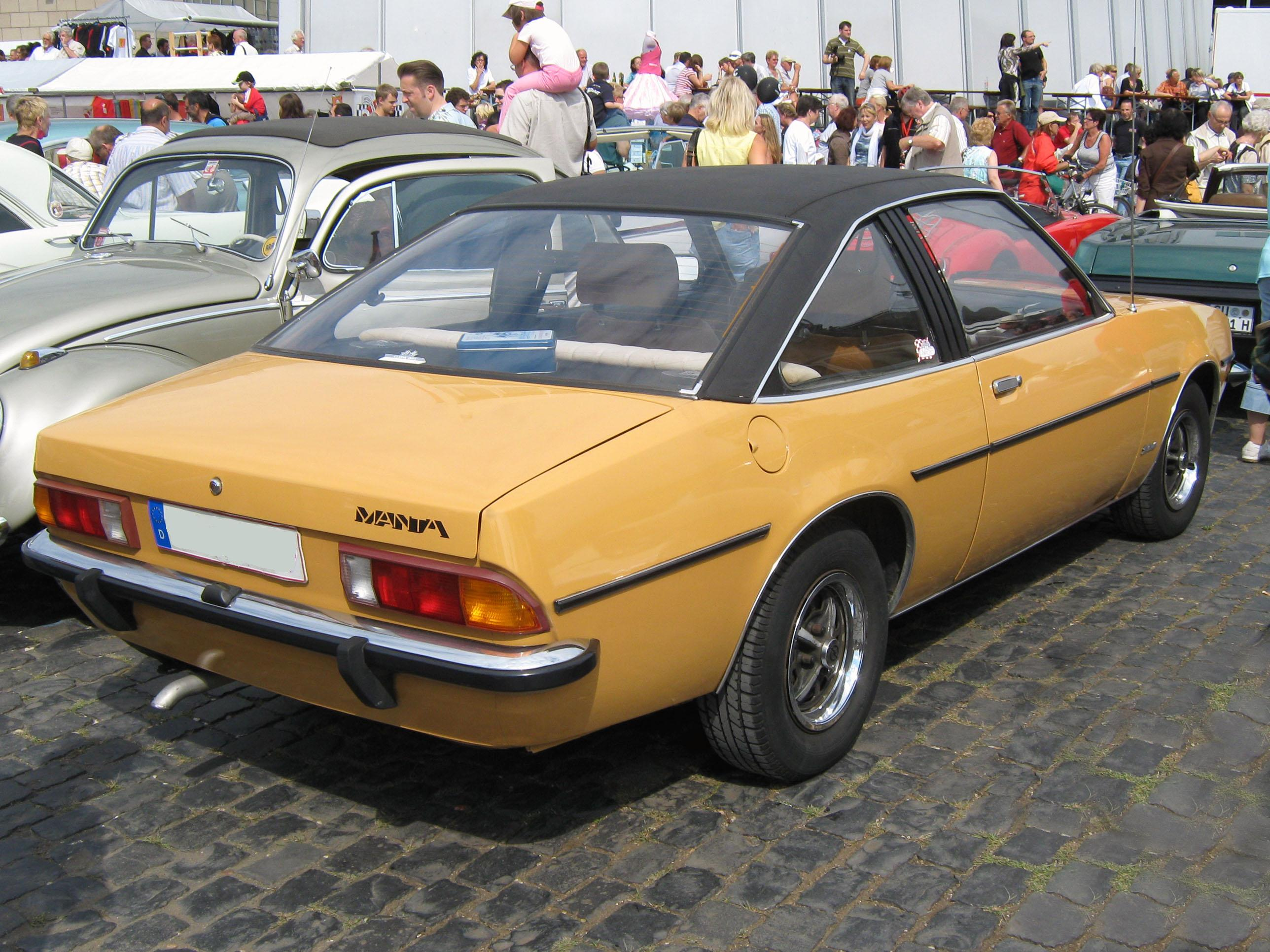
Opel Manta de 1975 con techo de vinilo instalado de fábrica

El término techo de vinilo se suele utilizar para denominar a una cubierta de vinilo  que recubre la parte superior de un automóvil.
Este tipo de cubiertas se diseñó originalmente para dar la apariencia de un descapotable a algunos modelos con techo fijo, pero finalmente se convirtió en un elemento estilístico por derecho propio. Se hicieron muy populares en el mercado estadounidense, llegando a considerarse uno de los sellos distintivos de una época de los automóviles de Detroit en la década de 1970. También fueron populares en los automóviles construidos en Europa (especialmente en el Reino Unido) y Japón durante la década de 1970, y tendían a aplicarse a las versiones deportivas o de lujo de los modelos sedán estándar.

## Historia

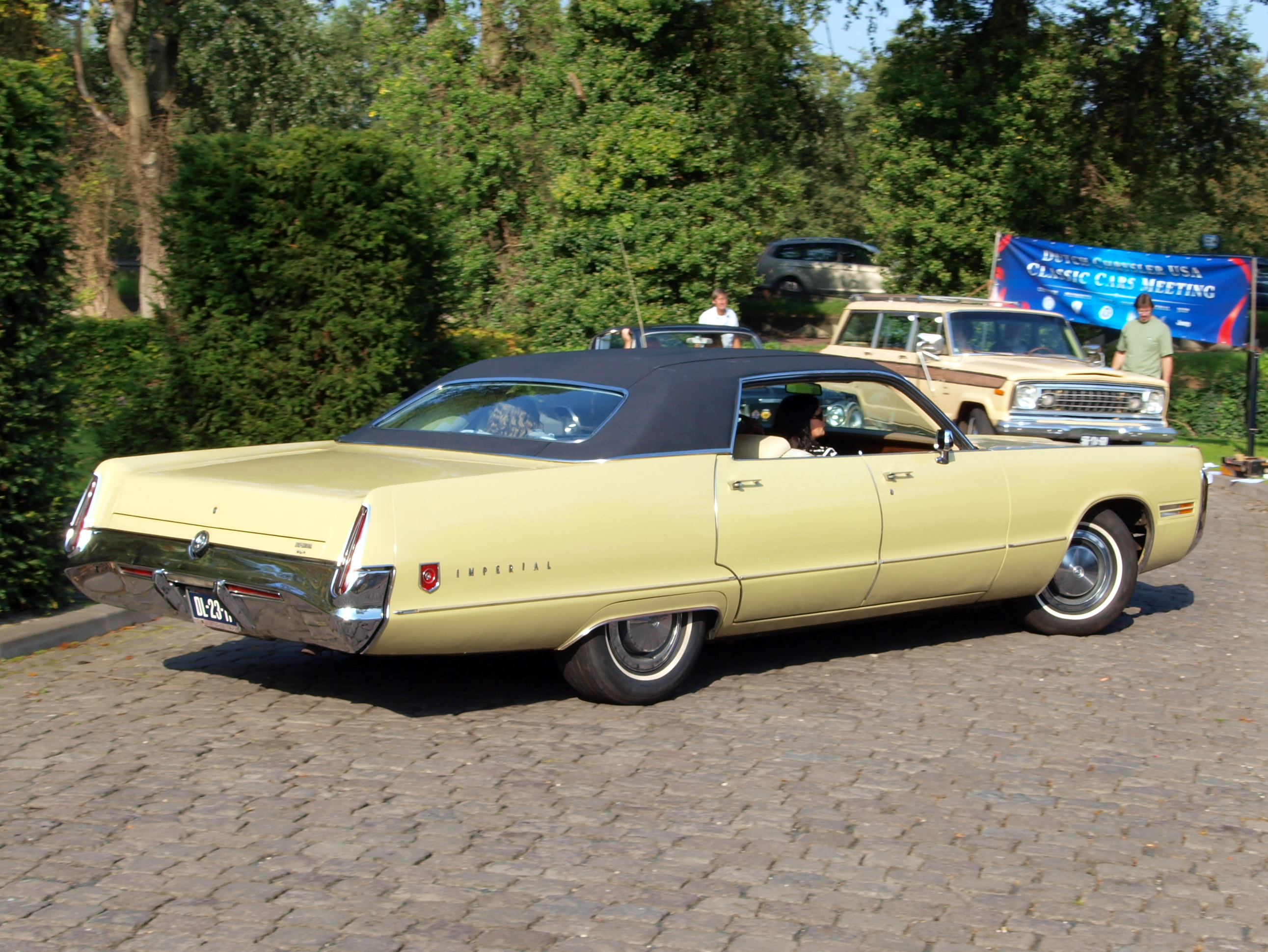
Chrysler Imperial Le Baron de 1972

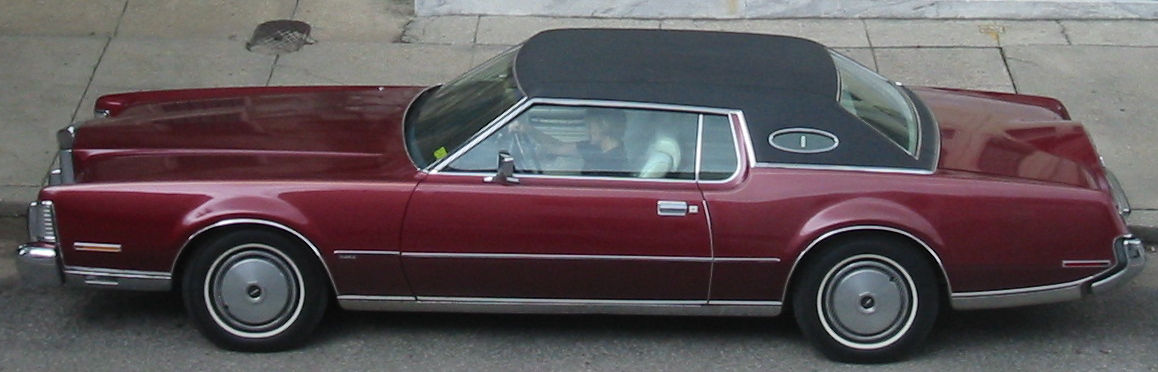
Lincoln Mark IV de 1973

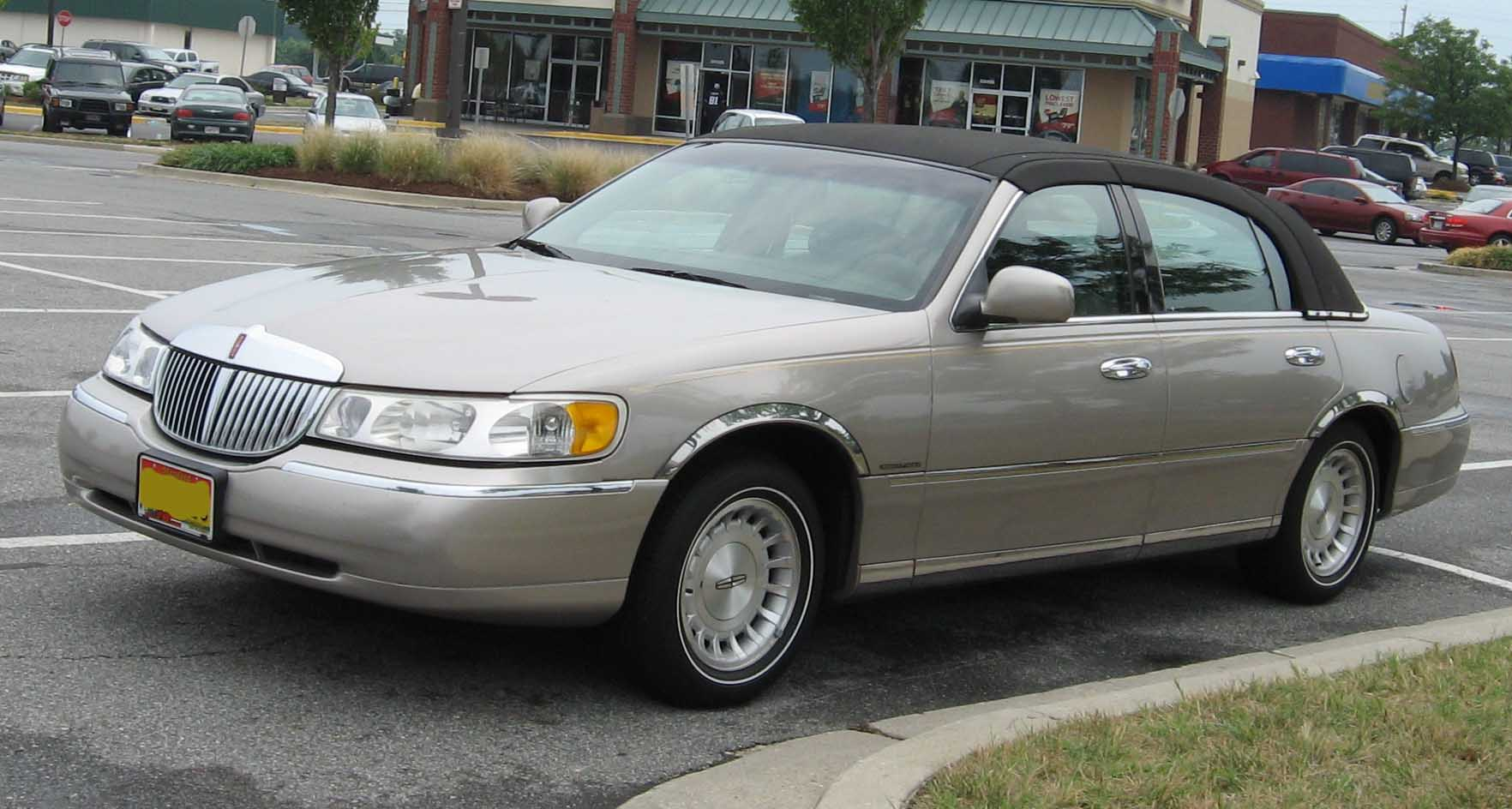
Lincoln Town-Car con techo de vinilo

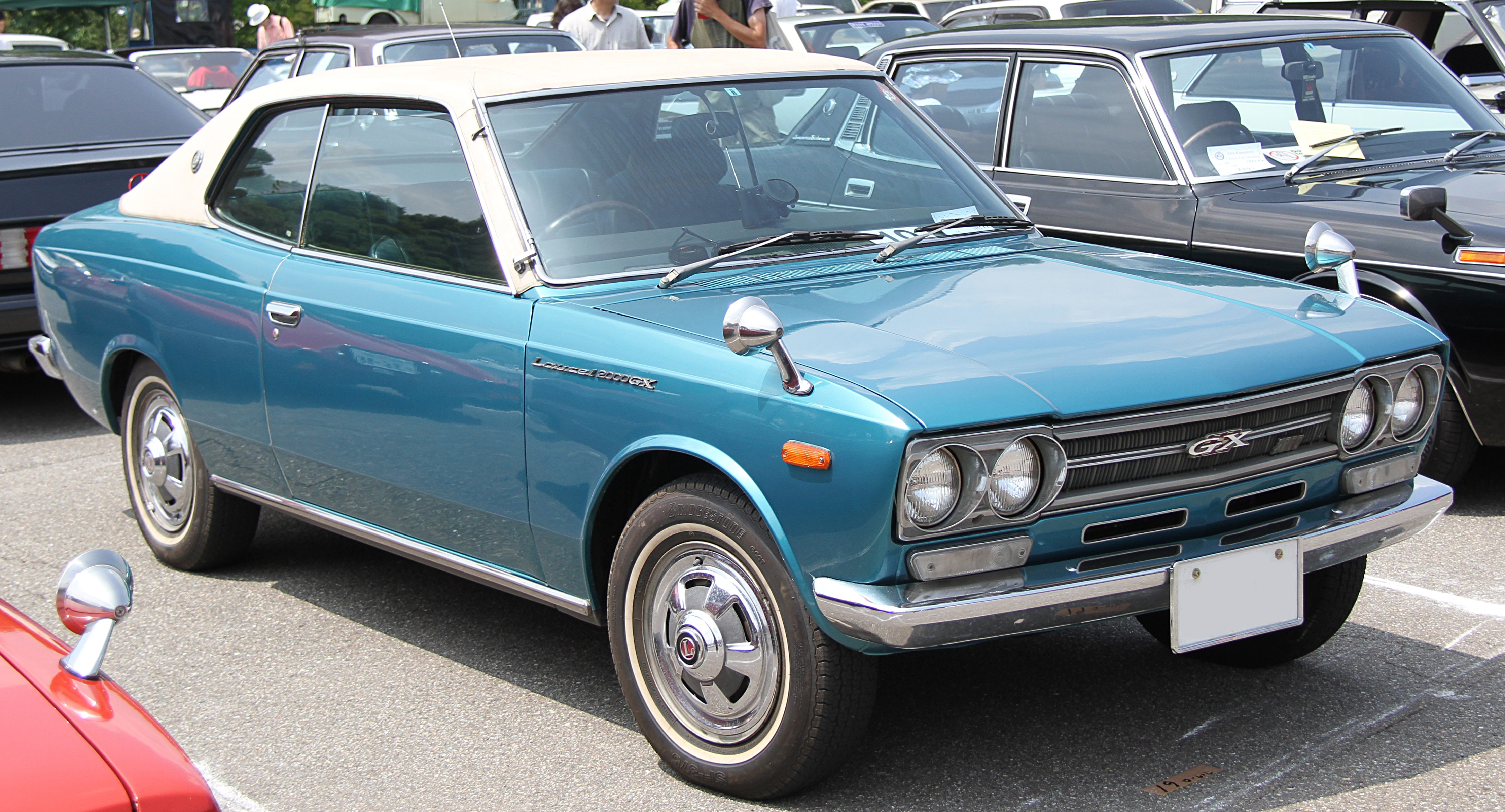
Nissan Laurel de 1972

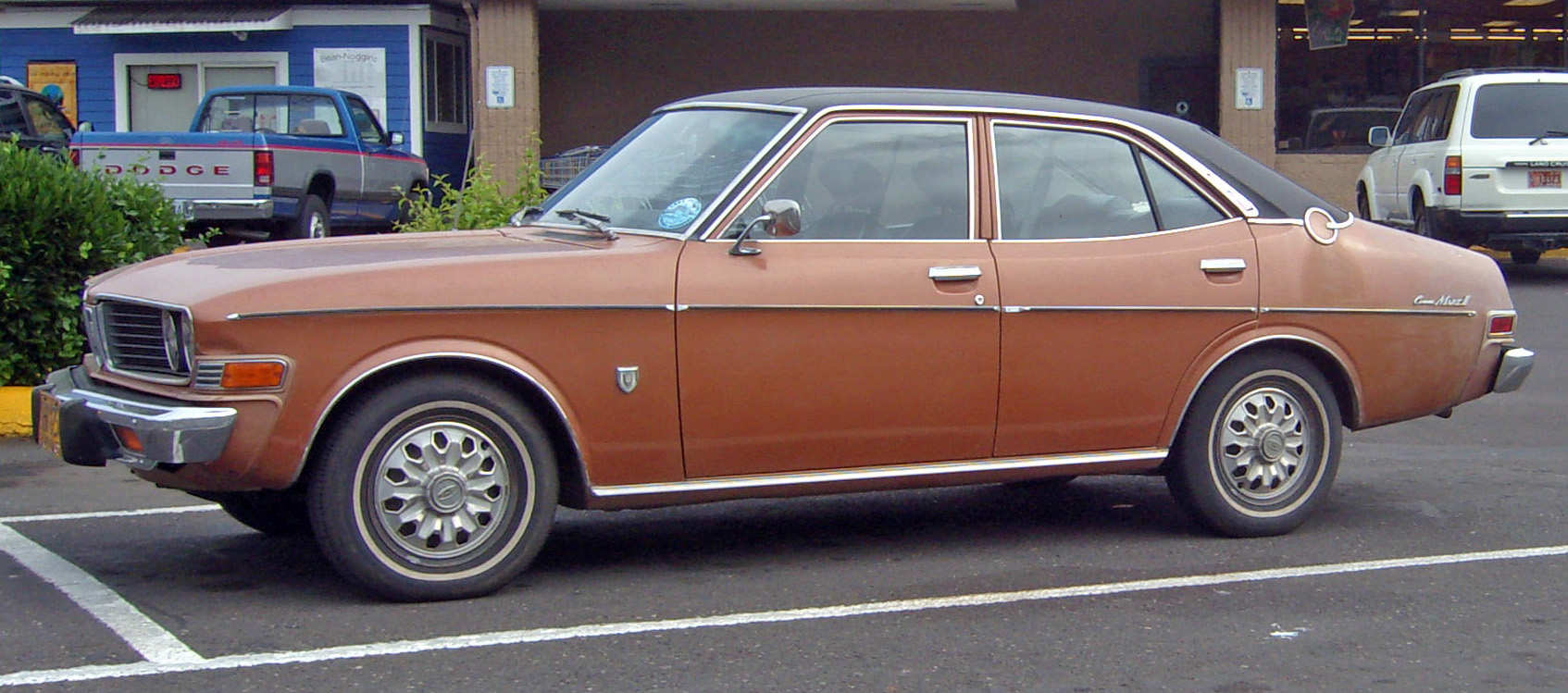
Toyota Corona Mark II de 1976

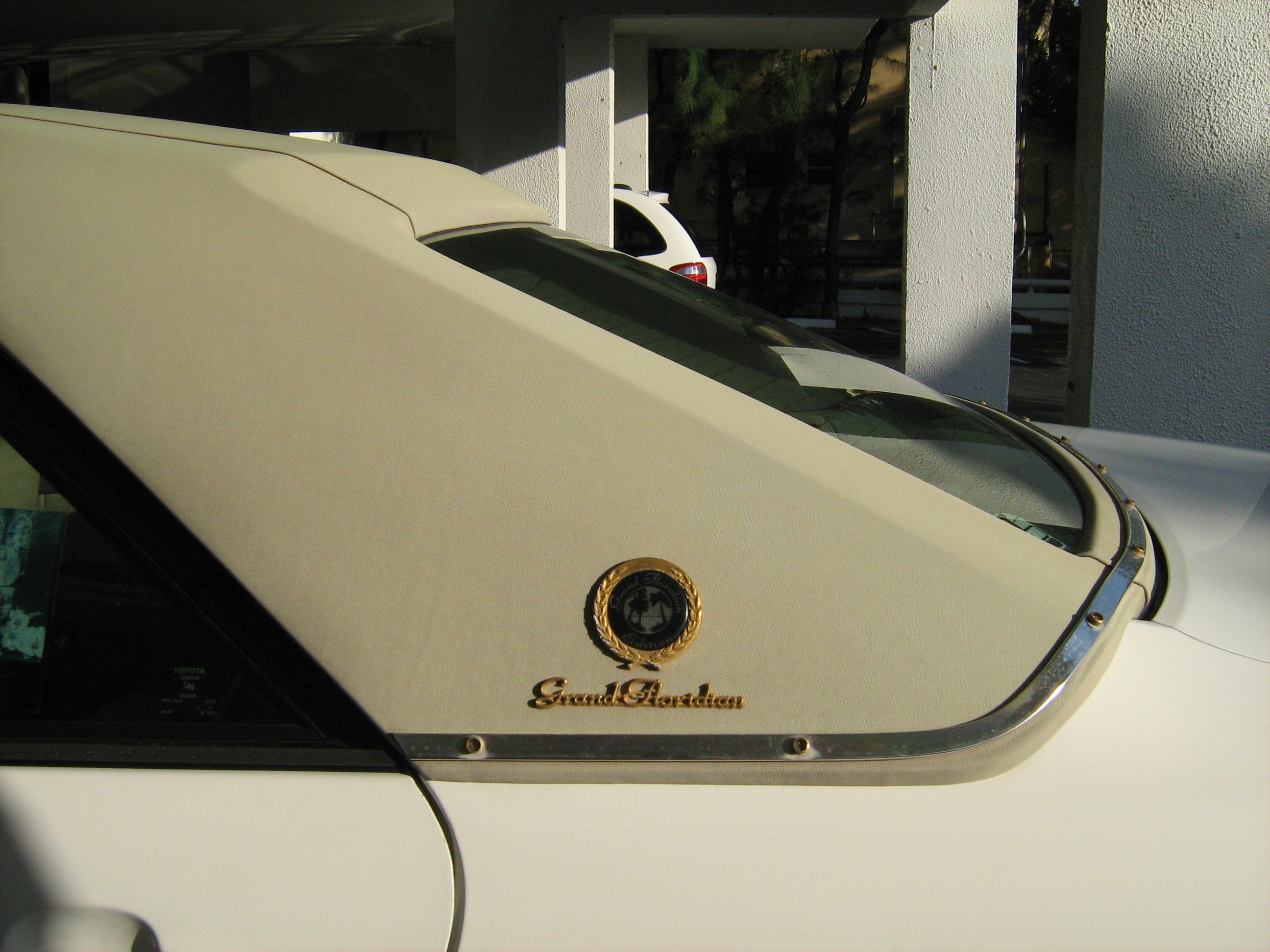
"Grand Floridian", un techo de vinilo comercializado como accesorio

El primer uso de esta técnica se remonta a la década de 1920, cuando a veces se usaba cuero, lona o vinilo junto con las barras de la capota del estilo de carrocería landau, para lograr una reproducción bastante precisa de la capota del carruaje de caballos del mismo nombre. Un ejemplo temprano fue el Ford Modelo "A" Especial Cupé de 1928-1929, que presentaba un techo completamente cubierto con un material similar al vinilo. El techo de este modelo tenía dos costuras expuestas en las esquinas traseras, con una costura lateral en la parte superior cubierta con una tira de moldura estrecha, y no disponía de las barras del landau. La técnica cayó en desuso en las décadas de 1930 y 1940, cuando comenzaron a estar de moda las carrocerías más suaves y "envolventes", para las que el aspecto más moderno del techo de metal integrado era importante.
La marca Lincoln reprodujo el aspecto exterior de los descapotables en algunos de sus cupés de techo rígido Cosmopolitan en la década de 1950, al igual que la firma Kaiser en sus sedanes Manhattan, aunque el material seguía siendo lona. A finales de la década de 1950, el modelo Imperial de Chrysler hizo un uso limitado del auténtico techo de vinilo en algunos de sus modelos. Sin embargo, probablemente el primer techo de vinilo moderno, como se aceptaría más tarde, fue el del Cadillac Eldorado Seville de 1956, que venía de serie con un techo cubierto con un antiguo material vinílico denominado "Vicodec", con dos costuras paralelas a lo largo del techo. Ford siguió esta tendencia unos años más tarde con una opción de techo de vinilo en el Ford Thunderbird de 1962, un automóvil que también reintrodujo las barras landau como un toque de estilo. La cubierta de vinilo se hizo popular, y con distintas configuraciones permanecieron en los techos de los Thunderbird durante las dos décadas siguientes.
Otros fabricantes se dieron cuenta de  inmediato que la nueva apariencia podría ser rentable, dado que no costaba mucho agregarla y muchos compradores estaban dispuestos a pagar un sobrecoste por ella. El vinilo apareció en algunos modelos cupé en la gama de tamaño completo de 1962 de GM. Chrysler lanzó un techo de vinilo disponible en el Dodge Dart, y Ford pronto lo ofreció también en el primer Mustang. A mediados de la década, los coches de cuatro puertas y los cupés podían techarse con recubrimientos de vinilo de varios colores.
A partir de ese momento, el vinilo proliferó rápidamente y se volvió muy común en la mayoría de las clases de automóviles a finales de la década de 1960, incluso apareciendo en algunas camionetas. Se produjeron vinilos que imitaban otros materiales como lona, e incluso piel de cocodrilo o serpiente. Chrysler produjo brevemente algunos patrones, con diseños florales o de cachemira, lo que se llamó la opción "Mod Top". El Mercury Cougar ofreció brevemente un patrón de pata de gallo. Incluso había un producto en aerosol del mercado de accesorios que decía agregar el aspecto del vinilo de fábrica. En 1972, incluso el humilde Ford Pinto tenía una opción de techo de vinilo, y un folleto de ventas de Ford de la época admitía que el vinilo era principalmente un elemento destinado a dar una apariencia más distinguida al vehículo.
Aproximadamente al mismo tiempo, aparecieron por primera vez las ventanas de ópera modernas, que combinaban tan bien rodeadas de vinilo que los dos elementos juntos se convirtieron en emblemáticos del diseño de carrocerías estadounidense en la década de 1970. Durante este período se usaba en ocasiones vinilo con un acolchado debajo, lo que permitía que la capota imitara un poco la sensación y el aspecto de un auténtico descapotable.
Los fabricantes europeos y japoneses no fueron inmunes a esta tendencia. Chrysler empleó techos de vinilo en los modelos de lujo de sus berlinas Hunter y Avenger; y Ford disponía de techos de vinilo en los Escort, Cortina, Taunus y Granada de principios de la década de 1980. British Leyland tenía techos de vinilo en los últimos modelos Wolseley y Princess de gama alta, y opcionales para todos los demás modelos. Toyota adoptó techos de vinilo para sus sedanes Corona Mark II, Crown y Century a mediados de la década de 1970, y se podían encontrar en los Nissan Laurel, Cedric y Gloria.
El vinilo siguió apareciendo en muchas líneas de automóviles durante la década de 1980, pero la llegada del "aspecto aerodinámico", introducido por primera vez en el mercado estadounidense por el Ford Thunderbird de 1983, tendió a eliminar las ventanas de ópera y los techos de vinilo, adoptando un estilo menos recargado. El techo de vinilo no combinaba bien con los elegantes perfiles que empezaban a enfatizar los diseñadores. Durante esta fase final, las capotas con apariencia de lona, a menudo denominadas techos cabriolet, con los arcos de las capotas textiles de los convertibles simulados debajo de la tela, ganaron cierta popularidad. La disponibilidad de todos los estilos de vinilo disminuyó en la década de 1990, hasta que el Lincoln Continental de 2002 ofreció una de las últimas versiones aplicadas de fábrica.

Las carrocerías de coches fúnebres y limusinas casi universalmente todavía tienen techos de vinilo. No solo son parte del estilo esperado de estos vehículos, sino que tienen una ventaja práctica, al permitir cubrir los cordones de soldadura de la carrocería que resultan cuando los sedanes estándar se alargan para disponer de una mayor longitud útil. Los personalizadores del mercado de accesorios también continúan instalando techos de vinilo de varios tipos. Por lo general, se ven en los Cadillac y Lincoln, pero se pueden instalar en prácticamente cualquier tipo de automóvil.

## Estilos

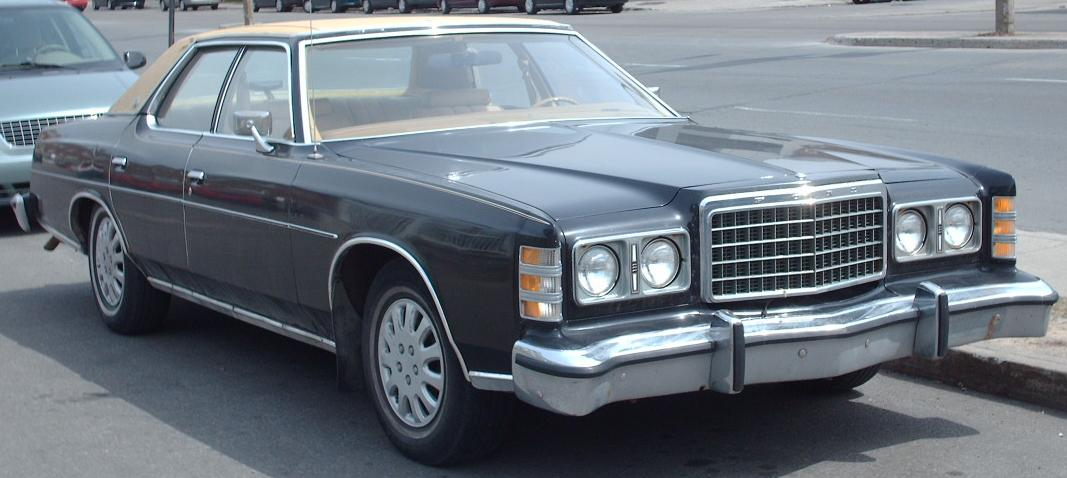
Ford LTD - diseño "halo"

Cuatro estilos de techo de vinilo evolucionaron durante las décadas de 1960 y 1970, con un par de variantes:
- Completo:[12] este es el estilo más común, en el que el vinilo simplemente cubre toda la parte superior del automóvil, incluidos los pilares C. Los pilares del parabrisas pueden estar cubiertos o no. Si existe un pilar central del sedán, generalmente no está cubierto, pero se hicieron excepciones a esta regla. Este es el tipo que se utilizó casi siempre en los modelos de cuatro puertas.

|  |  |  |

- Halo:[13] este tipo es similar al anterior, pero el vinilo se detiene justo antes de la parte superior de las ventanas laterales y el parabrisas, lo que permite que aparezca un "halo" de chapa metálica pintada entre el vinilo y el área de vidrio.

- Toldo:[12] en este estilo, la cubierta de vinilo se aplica solo a la mitad delantera o dos tercios del techo, generalmente terminando en el borde posterior de las ventanas laterales traseras. Los pilares del parabrisas suelen estar cubiertos con este estilo, pero los pilares C nunca lo están.

|  |  |

- Landau:[14] es casi lo opuesto al tipo toldo, ya que el vinilo cubre el cuarto o el tercio trasero del techo, incluidos los pilares C, llegando hacia adelante hasta el borde trasero de la ventana lateral trasera o delantera. En el lenguaje común, se suele denominar "medio techo", aunque lógicamente ese término también podría aplicarse al toldo.

|  |  |  |

### Estilos especiales
Los estilos anteriores fueron utilizados por más de un fabricante. En cambio, existían otros dos estilos que eran exclusivos (o casi) de una empresa:
- Ford, a fines de la década de 1970, instaló los estilos "landau y toldo"[15] en los automóviles de un mismo modelo. En los Thunderbird de 1977-79, equipados con techo  de vinilo, existían dos áreas separadas, una que comenzaba en la base de los pilares del parabrisas y se extendía hacia el borde posterior de las ventanas laterales delanteras, y otra que comenzaba en la base de la ventana trasera y avanzaba. hasta el borde delantero de la ventana lateral trasera. Estaban separadas por una banda de láminas de metal en el medio del techo de tipo targa, que se deslizaba hacia los lados para formar un pilar grueso parecido a un sedán en los lados. Era una revisión actualizada del diseño conocido como "asa de canasta" del Ford Crown Victoria de 1955.[16]

La ventana de ópera estaba montada en este pilar, quedando rodeada de láminas de metal y sin tocar ninguna zona de vinilo. Se montaban tres piezas de vidrio a cada lado en estos coches. El Fairmont Futura tenía un estilo muy similar, diferenciándose solo en no usar la ventana de ópera central. Una cubierta de techo de dos piezas comparable estaba disponible en el AMC Pacer, que enfatizaba el abultamiento en el techo que acomodaba la barra antivuelco sobre el compartimiento de pasajeros.
- Chrysler tenía un diseño para sus cupés grandes e intermedios de mediados a finales de los años 1970 que a menudo se llamaba "up and over".[18] Todos estos coches tenían ventanas de ópera, y el vinilo se extendía hasta solo un par de pulgadas por detrás de estas, en lugar de llegar hasta la ventana trasera como con un tratamiento de vinilo completo. La línea del vinilo luego se desplazaba hacia arriba para pasar por encima del techo, dejando un margen de chapa casi como una barra antivuelco que sobresaliese en la parte posterior del techo. Nadie más usó este estilo.